# Liste der Stolpersteine in Steinfurt
Die Liste der Stolpersteine in Steinfurt enthält Stolpersteine, die im Rahmen des gleichnamigen Kunst-Projekts von Gunter Demnig in Steinfurt verlegt wurden. Mit ihnen soll an Opfer des Nationalsozialismus erinnert werden, die in Steinfurt lebten und wirkten.

## Borghorst
| Person                 | Adresse                    | Inschrift | Bild | weitere Informationen |
| ---------------------- | -------------------------- | --- | ---- | --- |
| Anni Eichenwald        | Alte Lindenstraße 6        | Hier wohnte Anni Eichenwald Jg. 1911 deportiert ???                                                              |      | |
| Else Eichenwald        | Alte Lindenstraße 6        | Hier wohnte Else Eichenwald Jg. 1900 deportiert 1941 Riga ermordet 1942                                          |      | Else Eichenwald wurde am 17. März 1900 in Borghorst geboren. Sie wurde von Münster am 13. Dezember 1941 in das Ghetto Riga deportiert |
| Grete Eichenwald       | Alte Lindenstraße 6        | Hier wohnte Grete Eichenwald Jg. 1906 deportiert 1941 Riga ermordet                                              |      | |
| Rosa Eichenwald        | Alte Lindenstraße 6        | Hier wohnte Rosa Eichenwald geb. Schönthal Jg. 1867 deportiert 1942 Theresienstadt ermordet 1943                 |      | Rosa Schönthal wurde am 12. März 1867 in Marienhafe geboren und war wohnhaft in Borghorst. Sie wurde von Münster am 31. Juli 1942 in das Ghetto Theresienstadt deportiert wo sie am 31. März 1943 ermordet wurde. Auf Grund fehlender Belege wurde sie für tot erklärt. |
| Albert Heimann         | Anton-Wattendorf-Straße 12 | Hier wohnte Albert Heimann Jg. 1881 deportiert 1941 Riga – Auschwitz ermordet Nov. 1943                          |      | Albert Heimann wurde am 7. September 1881 in Borghorst geboren. Er wurde ab Münster am 13. Dezember 1941 in das Ghetto Riga deportiert. |
| Antonia Bertha Heimann | Anton-Wattendorf-Straße 12 | Hier wohnte Antonia Bertha Heimann Jg. 1918 Flucht 1939 USA                                                      |      | |
| Elsbeth Heimann        | Anton-Wattendorf-Straße 12 | Hier wohnte Elsbeth Heimann Jg. 1924 Kindertransport 1939 London–USA                                             |      | |
| Frieda Heimann         | Anton-Wattendorf-Straße 12 | Hier wohnte Frieda Heimann geb. Simon Jg. 1894 deportiert 1941 Riga – Auschwitz ermordet Juli 1944               |      | |
| Ottilie Heimann        | Anton-Wattendorf-Straße 14 | Hier wohnte Ottilie Heimann Jg. 1916 Flucht 1936 USA                                                             |      | |
| Wilhelm Otto Heimann   | Anton-Wattendorf-Straße 14 | Hier wohnte Wilhelm Otto Heimann Jg. 1915 Flucht 1936 Südafrika                                                  |      | |
| Ernst Eichenwald       | Münsterstraße 12           | Hier wohnte Dr. Ernst Eichenwald Jg. 1899 Flucht 1938 Holland–USA überlebt                                       |      | |
| Karl Eichenwald        | Münsterstraße 12           | Hier wohnte Karl Eichenwald Jg. 1901 Flucht 1938 USA überlebt                                                    |      | |
| Ruth Eichenwald        | Münsterstraße 12           | Hier wohnte Ruth Eichenwald geb. Schweitzer Jg. 1911 Flucht 1938 USA überlebt                                    |      | |
| Lore Hertz             | Münsterstraße 24           | Hier wohnte Lore Hertz Jg. 1935 Riga ermordet in Auschwitz                                                       |      | |
| Salomon Hertz          | Münsterstraße 24           | Hier wohnte Salomon Hertz Jg. 1883 deportiert 1941 Riga ermordet 1944                                            |      | |
| Sidonie Hertz          | Münsterstraße 24           | Hier wohnte Sidonie Hertz Jg. 1900 deportiert 1941 Riga befreit 1945 emigriert 1946 USA                          |      | |
| Herta Cohen            | Münsterstraße 43           | Hier wohnte Herta Cohen geb. Hertz Jg. 1910 deportiert 1942 Riga ermordet 1944                                   |      | Herta Hertz wurde am 29. August 1910 in Borghorst geboren und war wohnhaft in Meppen. Sie wurde ab Münster am 13. Dezember 1941 in das Ghetto Riga deportiert. |
| Richard Cohen          | Münsterstraße 43           | Hier wohnte Richard Cohen Jg. 1932 deportiert 1942 Riga ermordet 1944                                            |      | Richard Cohen wurde am 7. Oktober 1932 in Meppen geboren. Er wurde ab Münster am 13. Dezember 1941 in das Ghetto Riga deportiert. |
| Günter Hertz           | Münsterstraße 43           | Hier wohnte Günter Hertz Jg. 1919 Flucht 1938 Holland – Frankreich deportiert ermordet in Auschwitz              |      | |
| Jenny Hertz            | Münsterstraße 43           | Hier wohnte Jenny Hertz geb. Jonas Jg. 1887 deportiert 1942 Riga ermordet 1944                                   |      | |
| Moritz Hertz           | Münsterstraße 43           | Hier wohnte Moritz Hertz Jg. 1879 verhaftet Sachsenhausen ermordet 5.3.1942                                      |      | |
| Norbert Hertz          | Münsterstraße 43           | Hier wohnte Norbert Hertz Jg. 1876 verhaftet Sachsenhausen ermordet 20.3.1942                                    |      | |
| Rudolf Hertz           | Münsterstraße 43           | Hier wohnte Rudolf Hertz Jg. 1918 Flucht 1938 USA überlebt                                                       |      | |
| Alfred Gumprich        | Münsterstraße 61           | Hier wohnte Alfred Gumprich Jg. 1901 Flucht 1939 Frankreich interniert Drancy deportiert 1942 Auschwitz ermordet |      | |
| Hans Löwenstein        | Münsterstraße 61           | Hier wohnte Hans Löwenstein Jg. 1921 Flucht 1939 Belgien/Frankreich überlebt                                     |      | |
| Marianne Löwenstein    | Münsterstraße 61           | Hier wohnte Marianne Löwenstein Jg. 1926 deportiert 1941 Riga ermordet                                           |      | |
| Martha Löwenstein      | Münsterstraße 61           | Hier wohnte Martha Löwenstein geb. Eichenwald Jg. 1898 deportiert 1943 ermordet in Sobibor                       |      | |
| Moritz Löwenstein      | Münsterstraße 61           | Hier wohnte Moritz Löwenstein Jg. 1888 deportiert 1941 Riga ermordet                                             |      | |
| Siegfried Löwenstein   | Münsterstraße 61           | Hier wohnte Siegfried Löwenstein Jg. 1906 deportiert 1943 ermordet in Sobibor                                    |      | |
| Bertha Gumprich        | Nikomedesstraße 1          | Hier wohnte Bertha Gumprich Jg. 1866 Flucht 1939 Uruguay                                                         |      | |
| Else Gumprich          | Nikomedesstraße 1          | Hier wohnte Else Gumprich geb. Lublinski Jg. 1904 Flucht 1939 Uruguay überlebt                                   |      | |
| Emil Gumprich          | Nikomedesstraße 1          | Hier wohnte Emil Gumprich Jg. 1891 Flucht 1939 Uruguay                                                           |      | |
| Gisela Gumprich        | Nikomedesstraße 1          | Hier wohnte Gisela Gumprich Jg. 1928 Flucht 1939 Uruguay überlebt                                                |      | |
| Julius Gumprich        | Nikomedesstraße 1          | Hier wohnte Julius Gumprich Jg. 1896 Flucht 1939 Belgien–Frankreich deportiert 1942 ermordet in Auschwitz        |      | |
| Manfred Gumprich       | Nikomedesstraße 1          | Hier wohnte Manfred Gumprich Jg. 1930 Flucht 1939 Uruguay überlebt                                               |      | |
| Erna Simon             | Nikomedesstraße 1          | Hier wohnte Erna Simon geb. Gumprich Jg. 1895 deportiert 1941 Minsk ???                                          |      | |
| Leopold Simon          | Nikomedesstraße 1          | Hier wohnte Leopold Simon verhaftet 1938 Buchenwald ermordet 4.11.1938                                           |      | |
| Kurt Eichenwald        | Woortstraße 5              | Hier wohnte Kurt Eichenwald Jg. 1911 Flucht USA Kolumbien überlebt                                               |      | |
| Siegmund Eichenwald    | Woortstraße 5              | Hier wohnte Siegmund Eichenwald Jg. 1871 deportiert 1942 Theresienstadt ermordet 1942                            |      | Siegmund Eichenwald wurde am 11. Dezember 1871 in Borghorst geboren. Er wurde von Münster am 31. Juli 1942 in das Ghetto Theresienstadt deportiert wo er am 15. September 1942 ermordet wurde.                                                                          |

## Burgsteinfurt
| Person                   | Adresse                    | Inschrift | Bild | weitere Informationen |
| ------------------------ | -------------------------- | --- | --- | --- |
| Arnold Troost            | Alexander-Rolinck-Straße 1 | Hier wohnte Arnold Troost Jg. 1897 Zeuge Jehovas verurteilt 1937 'Untergrabung völkischen Gemeinschaftslebens' Buchenwald Wewelsburg Ravensbrück befreit/überlebt | | |
| Emma Cohn                | An der Hohen Schule 20     | Hier wohnte Emma Cohn geb. de Vries Jg. 1885 deportiert 1942 ermordet 1942 in Riga                                                                                | | Emma de Vries wurde am 13. August 1885 in Burgsteinfurt geboren und war wohnhaft in Berlin-Kreuzberg. Sie wurde ab Berlin am 19. Oktober 1942 nach Riga deportiert, wo sie am 22. Oktober 1942 direkt nach der Ankunft erschossen wurde. |
| Ella de Vries            | An der Hohen Schule 21     | Hier wohnte Ella de Vries Jg. 1887 deportiert 1941 ermordet 1942 in Riga                                                                                          | | |
| Erna de Vries            | An der Hohen Schule 21     | Hier wohnte Erna de Vries Jg. 1902 deportiert 1941 ermordet 1942 in Riga                                                                                          | | |
| Joseph de Vries          | An der Hohen Schule 21     | Hier wohnte Joseph de Vries Jg. 1848 Flucht 1939 Holland deportiert 1943 ermordet 1943 in Auschwitz                                                               | | |
| Sophie de Vries          | An der Hohen Schule 21     | Hier wohnte Sophie de Vries Jg. 1883 Flucht 1939 Holland interniert 1941 Westerbork deportiert 1942 ermordet 1943 in Auschwitz                                    | | |
| Blanka Simons            | An der Stadtmauer 7a       | Hier wohnte Blanka Simons geb. Speyer Jg. 1902 Flucht 1939 Chile                                                                                                  | | |
| Erich Simons             | An der Stadtmauer 7a       | Hier wohnte Erich Simons Jg. 1901 Flucht 1939 Chile | | |
| Felix Simons             | An der Stadtmauer 7a       | Hier wohnte Felix Simons Jg. 1899 deportiert 1941 ermordet 1942 in Riga                                                                                           | | |
| Fritz Simons             | An der Stadtmauer 7a       | Hier wohnte Fritz Simons Jg. 1922 deportiert 1941 Riga ermordet 1943 in Stutthof                                                                                  | | |
| Hannelore Simons         | An der Stadtmauer 7a       | Hier wohnte Hannelore Simons verh. Marx Jg. 1928 deportiert 1941 Riga befreit                                                                                     | | |
| Johanna Simons           | An der Stadtmauer 7a       | Hier wohnte Johanna Simons geb. Schulhaus Jg. 1896 deportiert 1941 Riga befreit                                                                                   | | |
| Julie Simons             | An der Stadtmauer 7a       | Hier wohnte Julie Simons geb. Wolff Jg. 1869 gedemütigt/entrechtet tot 16.9.1939                                                                                  | | |
| Marga Simons             | An der Stadtmauer 7a       | Hier wohnte Marga Simons verh. Ojeda Jg. 1924 Flucht 1939 Chile                                                                                                   | | |
| Rolf Simons              | An der Stadtmauer 7a       | Hier wohnte Rolf Simons Jg. 1927 Flucht 1939 Chile | | |
| Rudolf Simons            | An der Stadtmauer 7a       | Hier wohnte Rudolf Simons Jg. 1927 deportiert 1941 Riga ermordet 1943 in Stutthof                                                                                 | | |
| Isidor Meyer             | Bahnhofstraße 21           | Hier wohnte Isidor Meyer Jg. 1862 deportiert 1942 Theresienstadt tot 21.2.1944                                                                                    | | |
| Siegfried Meyer          | Bahnhofstraße 21           | Hier wohnte Siegfried Meyer Jg. 1896 eingewiesen Heilanstalt Gütersloh 'verlegt' 27.9.1940 Landes-Pflegeanstalt Brandenburg ermordet 27.9.1940 Aktion T4          | | |
| Lina Radlowski           | Bahnhofstraße 21           | Hier wohnte Lina Radlowski geb. Hirsch Jg. 1887 Flucht 1939 Holland interniert Westerbork deportiert 1942 ermordet in Sobibor                                     | | |
| Bertha Michel            | Bütkamp 8                  | Hier wohnte Bertha Michel Jg. 1883 deportiert 1941 Riga ermordet                                                                                                  | | |
| Ida Michel               | Bütkamp 8                  | Hier wohnte Ida Michel Jg. 1902 deportiert 1941 Riga ermordet | | |
| Julius Michel            | Bütkamp 8                  | Hier wohnte Julius Michel Jg. 1879 verhaftet 1926 Flucht in den Tod Sept. 1936 Gefängnis Lingen                                                                   | | |
| Sally Michel             | Bütkamp 8                  | Hier wohnte Sally Michel Jg. 1884 deportiert 1941 Riga ??? | | |
| Anna Hirsch              | Drepsenhoek 4–6            | Hier wohnte Anna Hirsch geb. Roberg Jg. 1888 Flucht 1938 Chile | | |
| Hans Hirsch              | Drepsenhoek 4–6            | Hier wohnte Hans Hirsch Jg. 1925 Flucht 1938 Chile | | |
| Paula Hirsch             | Drepsenhoek 4–6            | Hier wohnte Paula Hirsch geb. Terhoch Jg. 1885 deportiert 1942 Richtung Osten ermordet                                                                            | | |
| Ruth Hirsch              | Drepsenhoek 4–6            | Hier wohnte Ruth Hirsch Jg. 1929 deportiert 1942 Richtung Osten ermordet                                                                                          | | |
| Willy Hirsch             | Drepsenhoek 4–6            | Hier wohnte Willy Hirsch Jg. 1887 Flucht 1938 Chile | | |
| Grete Zilversmit         | Drepsenhoek 4–6            | Hier wohnte Grete Zilversmit geb. Hirsch Jg. 1920 deportiert 1943 ermordet 1944 in Auschwitz                                                                      | | Grete Hirsch wurde am 8. Februar 1920 in Burgsteinfurt geboren. Sie emigrierte am 10. Januar 1939 in die Niederlande. Vom 9. April 1943 bis 7. Juni 1943 war sie im Konzentrationslager Vught-Hertogenbosch und vom 7. Juni 1943 bis 8. Juni 1943 im Sammellager Westerbork inhaftiert. Am 8. Juni 1943 wurde sie in das Vernichtungslager Auschwitz deportiert wo sie am 31. Dezember 1944 ermordet wurde. Auf Grund fehlender Belege wurde sie für tot erklärt.           |
| Franziska Michel         | Friedhof 14                | Hier wohnte Franziska Michel geb. Meier Jg. 1877 deportiert 1942 Theresienstadt ermordet 1942                                                                     | | |
| Hermann Michel           | Friedhof 14                | Hier wohnte Hermann Michel Jg. 1877 deportiert 1942 Theresienstadt überlebt                                                                                       | | |
| Harry Funk               | Goldstraße 42              | Hier wohnte Harry Funk Jg. 1933 Flucht 1936 Südafrika | | |
| Hildegard Funk           | Goldstraße 42              | Hier wohnte Hildegard Funk geb. Hirsch Jg. 1910 Flucht 1936 Südafrika                                                                                             | | |
| Leopold Funk             | Goldstraße 42              | Hier wohnte Leopold Funk Jg. 1897 Flucht 1936 Südafrika | | |
| Renata Bornstein         | Kautenstege 10             | Hier wohnte Renata Bornstein geb. Emanuel Jg. 1913 flucht 1936 Niederlande/Palästina überlebt                                                                     | | |
| Henny Emanuel            | Kautenstege 10             | Hier wohnte Henny Emanuel geb. Heymann Jg. 1887 gedemütigt/entrechtet tot 17.8.1937 Burgsteinfurt                                                                 | | |
| Hermann Emanuel          | Kautenstege 10             | Hier wohnte Hermann Emanuel Jg. 1869 deportiert 1942 Theresienstadt tot 26.11.1942                                                                                | | |
| Ruth Meir                | Kautenstege 10             | Hier wohnte Ruth Meir geb. Emanuel Jg. 1911 Flucht 1934 Frankreich/Palästina überlebt                                                                             | | |
| Selma Neheimer           | Kautenstege 10             | Hier wohnte Selma Neheimer geb. Munk Jg. 1897 deportiert 1941 Riga Stutthof 1941 ???                                                                              | | |
| Emma Eichenwald          | Leerer Straße 38           | Hier wohnte Emma Eichenwald geb. Heymann Jg. 1877 deportiert 1942 Riga ermordet                                                                                   | | |
| Käthe Eichenwald         | Leerer Straße 38           | Hier wohnte Käthe Eichenwald Jg. 1908 deportiert 1942 Riga ermordet                                                                                               | | |
| Louis Eichenwald         | Leerer Straße 38           | Hier wohnte Louis Eichenwald Jg. 1875 deportiert 1942 Riga ermordet                                                                                               | | |
| Paul Eichenwald          | Leerer Straße 38           | Hier wohnte Paul Eichenwald Jg. 1905 verhaftet 1936 Rassenschande KZ Fuhlsbüttel Zuchthaus Plötzensee Dachau, Buchenwald Flucht 1939 Shanghai                     | | |
| Hannelore Steinmann      | Markt 1 ⊙                  | Hier wohnte Hannelore Steinmann Jg. 1936 Flucht 1937 Holland Bis 1940 versteckt in einem Kloster Deportiert 1942 Ermordet 1942 in Minsk                           | | Hannelore Steinmann wurde am 11. Juni 1936 in Burgsteinfurt geboren und war wohnhaft in Burgsteinfurt und Köln. Sie wurde von Köln am 20. Juli 1942 nach Minsk und weiter in das Vernichtungslager Maly Trostinez deportiert. Sie wurde für tot erklärt. |
| Henriette Steinmann      | Markt 1 ⊙                  | Hier wohnte Henriette Steinmann geb. van Gelder Jg. 1901 Flucht 1933 Holland Interniert 1941 Westerbork Deportiert 1943 Ermordet 1943 in Sobibor                  | | Henriette van Geldern wurde am 19. Dezember 1901 in Hengelo geboren und war wohnhaft in Burgsteinfurt. Sie emigrierte in die Niederlande und wurde ab Westerbork am 18. Mai 1943 in das Vernichtungslager Sobibor deportiert wo sie am 21. Mai 1943 ermordet wurde. Auf Grund fehlender Unterlagen wurde sie für tot erklärt. |
| Julius Steinmann         | Markt 1 ⊙                  | Hier wohnte Julius Steinmann Jg. 1888 Flucht 1933 Holland Interniert 1941 Westerbork Deportiert 1943 Ermordet 1943 in Sobibor                                     | | Julius Steinmann wurde am 5. November 1888 in Burgsteinfurt geboren. Er emigrierte am 1. August 1933 in die Niederlande und wurde am 18. Mai 1943 von Westerbork in das Vernichtungslager Sobibor deportiert wo er am 21. Mai 1943 ermordet wurde. Auf Grund fehlender Belege wurde er für tot erklärt. |
| Karl Steinmann           | Markt 1 ⊙                  | Hier wohnte Karl Steinmann Jg. 1896 Inhaftiert 1936 bis 39 Deportiert 1942 Ermordet 1942 in Minsk                                                                 | | Karl Steinmann wurde am 26. April 1896 in Burgsteinfurt geboren und war wohnhaft in Bochum und Köln. Er wurde im Zwangsarbeitslager Bardenberg inhaftiert und am 20. Juli 1942 ab Köln nach Minsk in das Vernichtungslager Maly Trostinez deportiert. Auf Grund fehlender Unterlagen wurde er für tot erklärt. |
| Kurt Steinmann           | Markt 1 ⊙                  | Hier wohnte Kurt Steinmann Jg. 1924 Flucht 1933 Holland Interniert 1941 Westerbork Deportiert 1943 Ermordet 1943 in Sobibor                                       | | Kurt Steinmann wurde am 29. Juni 1924 in Burgsteinfurt geboren. Er emigrierte am 1. August 1933 in die Niederlande und wurde am 18. Mai 1943 von Westerbork in das Vernichtungslager Sobibor deportiert wo er am 21. Mai 1943 ermordet wurde. Auf Grund fehlender Belege wurde er für tot erklärt. |
| Manfred Steinmann        | Markt 1 ⊙                  | Hier wohnte Manfred Steinmann Jg. 1928 Flucht 1933 Holland Interniert 1941 Westerbork Deportiert 1943 Ermordet 1943 in Sobibor                                    | | Manfred Steinmann wurde am 20. Juli 1928 in Burgsteinfurt geboren. Er wurde am 18. Mai 1943 von Westerbork in das Vernichtungslager Sobibor deportiert wo er am 21. Mai 1943 ermordet wurde. Auf Grund fehlender Belege wurde er für tot erklärt. |
| Rosalie Steinmann        | Markt 1 ⊙                  | Hier wohnte Rosalie Steinmann Geb. Cohen Jg. 1899 Deportiert 1942 ermordet 1942 in Minsk                                                                          | | Rosalie Cohen wurde am 2. Juni 1896 in Bonn geboren und war wohnhaft in Burgsteinfurt und Köln. Sie wurde in das Ghetto Minsk deportiert. |
| Emmy Dreyfus             | Moltkestraße 12            | Hier wohnte Emmy Dreyfus geb. Cohen Jg. 1906 Flucht 1939 England überlebt                                                                                         | | |
| Lotte Snatager           | Moltkestraße 12            | Hier wohnte Lotte Snatager geb. Cohen Jg. 1904 deportiert 1944 ermordet in Auschwitz                                                                              | | |
| Rosa Cohen               | Moltkestraße 12            | Hier wohnte Rosa Cohen geb. Gotthelf Jg. 1875 deportiert 1943 ermordet 1943 in Sobibor                                                                            | | Rosa Gotthelf wurde am 8. Oktober 1875 in Borgholz geboren und war wohnhaft in Burgsteinfurt. Sie emigrierte am 16. Januar 1939 in die Niederlande. Vom 30. April 1943 bis 4. Mai 1943 war sie im Sammellager Westerbork inhaftiert. Am 4. Mai 1943 wurde sie in das Vernichtungslager Sobibor deportiert wo sie am 7. Mai 1943 ermordet wurde. Auf Grund fehlender Belege wurde sie für tot erklärt.                                                                       |
| Elsbeth Cohen            | Pagenstecher Weg 1         | Im Alten Arnoldinum lernte Elsbeth Cohen Jg. 1921 gedemütigt/entrechtet Flucht 1937 Palästina überlebt                                                            | | Elsbeth Cohen wurde am 20. Februar 1921 in Münster geboren und war wohnhaft in Burgsteinfurt und Wolfratshausen. Floh mit ihren Eltern nach Nahariya in Palästina. Kehrte in den 1960er-Jahren zu einem Besuch nach Burgsteinfurt zurück. |
| Robert Herz              | Pagenstecher Weg 1         | Im Alten Arnoldinum lernte Robert Herz Jg. 1918 gedemütigt/entrechtet Flucht 1940 Brasilien überlebt                                                              | | Robert Herz wurde am 16. August 1918 in Bochum geboren und war wohnhaft in Bochum, Burgsteinfurt und Köln. Er galt nach den Nürnberger Rassegesetzen als Halbjude. Flüchtete mit seinen Eltern im Oktober 1940 nach Brasilien. |
| Hans Bernhard Löwenstein | Pagenstecher Weg 1         | Im Alten Arnoldinum lernte Hans Bernhard Löwenstein Jg. 1921 gedemütigt/entrechtet Flucht 1939 Frankreich überlebt                                                | | Hans Bernhard Löwenstein wurde am 19. Juli 1921 in Münster geboren und war wohnhaft in Horstmar, Borghorst und Burgsteinfurt. Versuchte 1939 mit seinen beiden Onkeln Alfred Gumprich und Bernhard Löwenstein nach Belgien zu flüchten. Ohne gültige Ausweispapiere wurden alle in das Lager Gurs interniert, das später als Konzentrationslager von den Nationalsozialisten weiterbetrieben wurde. Hans Bernhard Löwenstein überlebte das Lager und lebte später in Paris. |
| Kurt Meyer               | Pagenstecher Weg 1         | Im Alten Arnoldinum lernte Kurt Meyer Jg. 1922 gedemütigt/entrechtet Flucht 1939 Chile überlebt                                                                   | | Kurt Meyer wurde am 20. Februar 1922 in Burgsteinfurt geboren und war wohnhaft in Burgsteinfurt. Floh mit seinen Eltern und seinem Bruder nach Chile. Kehrte 1980 zu einem Besuch nach Burgsteinfurt zurück. |
| Ursel Wertheim           | Pagenstecher Weg 1         | Im Alten Arnoldinum lernte Ursel Wertheim Jg. 1921 gedemütigt/entrechtet Flucht 1936 Palästina überlebt                                                           | | Ursel Wertheim wurde am 12. Oktober 1921 in Münster geboren und war wohnhaft in Burgsteinfurt, Caputh, Frankfurt und in der Schweiz. Floh mit ihren Eltern zunächst nach Palästina, später in die USA, wo sie als Lehrerin arbeitete. |
| Edith Goldschmidt        | Rottstraße 7               | Hier wohnte Edith Goldschmidt geb. Hirsch Jg. 1907 Flucht 1939 Chile überlebt                                                                                     | | |
| Fritz Hirsch             | Rottstraße 7               | Hier wohnte Fritz Hirsch Jg. 1922 Flucht 1939 Chile | | |
| Georg Hirsch             | Rottstraße 7               | Hier wohnte Georg Hirsch Jg. 1912 Zwangsarbeit 1939 Borghorst Dumte Flucht 1939 Chile überlebt                                                                    | | |
| Hedwig Hirsch            | Rottstraße 7               | Hier wohnte Hedwig Hirsch geb. Bachrach jg. 1876 deportiert 1941 Riga ermordet                                                                                    | | |
| Max Hirsch               | Rottstraße 7               | Hier wohnte Max Hirsch Jg. 1881 deportiert 1941 Riga ermordet | | |
| Otto Hirsch              | Rottstraße 7               | Hier wohnte Otto Hirsch Jg. 1886 deportiert 1941 Riga ermordet | | |
| Selma Hirsch             | Rottstraße 7               | Hier wohnte Selma Hirsch geb. Freund Jg. 1888 deportiert 1941 Riga ermordet                                                                                       | | |
| Selma Hirschheim         | Rottstraße 7               | Hier wohnte Selma Hirschheim geb. Hirsch Jg. 1908 Flucht 1938 USA überlebt                                                                                        | | |
| Anna Heimann             | Steinstraße 10–12          | Hier wohnte Anna Heimann verh. Heidelberg Jg. 1882 deportiert 1941 Riga ermordet                                                                                  | | |
| Ernst Heimann            | Steinstraße 10–12          | Hier wohnte Ernst Heimann Jg. 1878 deportiert 1941 Riga ermordet                                                                                                  | | |
| Julius Joel Heimann      | Steinstraße 10–12          | Hier wohnte Julius Joel Heimann Jg. 1877 deportiert 1941 Riga ermordet                                                                                            | | |
| Florentine Buchheimer    | Steinstraße 15 ⊙           | Hier wohnte Florentine Buchheimer Jg. 1880 Flucht 1939 Holland Interniert Westerbork Deportiert 1942 Ermordet in Auschwitz                                        | | Florentine Buchheimer wurde am 16. Juli 1880 in Horstmar geboren und war wohnhaft in Burgsteinfurt. Sie emigrierte am 11. März 1939 in die Niederlande. Vom 3. Dezember 1942 bis 9. Dezember 1942 war sie im Sammellager Westerbork inhaftiert. Von dort aus wurde sie am 9. Dezember 1942 in das Vernichtungslager Auschwitz deportiert wo sie am 11. Dezember 1942 ermordet wurde. Auf Grund fehlender Nachweise wurde sie für tot erklärt.                               |
| Helmut Hirsch            | Steinstraße 22             | Hier wohnte Helmut Hirsch Jg. 1912 Flucht 1936 Palästina | | |
| Hermann Hirsch           | Steinstraße 22             | Hier wohnte Hermann Hirsch Jg. 1876 Flucht 1938 Südafrika | | |
| Julie Hirsch             | Steinstraße 22             | Hier wohnte Julie Hirsch geb. Steinweg Jg. 1882 Flucht 1938 Südafrika                                                                                             | | |
| Karl Hirsch              | Steinstraße 22             | Hier wohnte Karl Hirsch Jg. 1913 Flucht 1936 Südafrika | | |
| Levi Israel              | Wasserstraße 2             | Hier wohnte Levi Israel | Bild gesucht Der Benutzer GeorgDerReisende ( Diskussion ) wünscht sich an dieser Stelle ein Bild vom Ort mit diesen Koordinaten 52.14805 7.339565 . Motiv: Wasserstraße 2: die Stolpersteine für die Familie Israel, die Lage und das Haus Falls du dabei helfen möchtest, erklärt die Anleitung , wie das geht. BW | |
| Thekla Israel            | Wasserstraße 2             | Hier wohnte Thekla Israel | | |
| Selig Wertheim           | Wasserstraße 25            | Hier wohnte Selig Wertheim Jg. 1857 deportiert 1942 ermordet 1942 in Theresienstadt                                                                               | | |